# Don Budge
John Donald »Don« Budge, ameriški tenisač in teniški trener, * 13. junij 1915, Oakland, Kalifornija, ZDA, † 26. januar, 2000, Scranton, Pensilvanija, ZDA.
Don Budge je nekdanja številka ena na moški teniški lestvici in zmagovalec šestih posamičnih turnirjev za Grand Slam, še enkrat pa je zaigral v finalu, ob tem pa je osvojil osem turnirjev za Grand Slam v konkurenci dvojic. Po dvakrat je osvojil je osvojil Prvenstvo Anglije in Nacionalno prvenstvo ZDA, po enkrat pa Prvenstvo Avstralije in Amatersko prvenstvo Francije. V finalih je dvakrat premagal Gottfrieda von Cramma, edini poraz pa mu je prizadejal Fred Perry. Kot prvi tenisač v zgodovini je osvojil koledarski Grand Slam, vse štiri turnirje leta 1938. V starosti 22 let in 357 dni je kot najmlajši tenisač vseh časov osvojil karierni Grand Slam. Ob tem je osvojil Nacionalno prvenstvo ZDA in Prvenstvo Anglije še po dvakrat, v konkurencah moških in mešanih dvojic. Leta 1964 je bil sprejet v Mednarodni teniški hram slavnih.

## Finali Grand Slamov posamično (7)

### Zmage (6)
| Leto | Turnir                       | Nasprotnik v finalu | Rezultat finala         |
| 1934 | Prvenstvo Anglije            | Gottfried von Cramm | 6–3, 6–4, 6–2           |
| 1937 | Nacionalno prvenstvo ZDA     | Gottfried von Cramm | 6–1, 7–9, 6–1, 3–6, 6–1 |
| 1937 | Prvenstvo Avstralije         | John Bromwich       | 6–4, 6–2, 6–1           |
| 1938 | Amatersko prvenstvo Francije | Roderich Menzel     | 6–3, 6–2, 6–4           |
| 1938 | Prvenstvo Anglije (2)        | Bunny Austin        | 6–1, 6–0, 6–3           |
| 1938 | Nacionalno prvenstvo ZDA (2) | Gene Mako           | 6–3, 6–8, 6–2, 6–1      |

### Porazi (1)
| Leto | Turnir                   | Nasprotnik v finalu | Rezultat finala          |
| 1936 | Nacionalno prvenstvo ZDA | Fred Perry          | 2–6, 6–2, 8–6, 1–6, 10–8 |